# EastEnders
EastEnders é uma soap opera britânica exibida originalmente pelo canal BBC One desde 19 de fevereiro de 1985.

## Enredo
O programa segue a história dos habitantes de Walford, uma cidade imaginária em um dos bairros de East End. O palco principal é uma praça, também fictícia, chamada Albert Square, que são um punhado de casas, um café (chamado The Queen Victoria ou simplesmente The Vic), um bar, um supermercado, uma discoteca, um centro comunitário, um parque e várias pequenas empresas.

## Elenco

### Personagens atuais
| Personagem              | Ator/Atriz                     | Ano                       |
| ----------------------- | ------------------------------ | ------------------------- |
| Kathy Beale             | Gillian Taylforth              | 1985-2000, 2015-          |
| Sharon Watts            | Letitia Dean                   | 1985–95, 2001–06, 2012–   |
| Ian Beale               | Adam Woodyatt                  | 1985–                     |
| Dot Cotton              | June Brown                     | 1985–93, 1997–            |
| Phil Mitchell           | Steve McFadden                 | 1990–2003, 2005–          |
| Bianca Jackson          | Patsy Palmer                   | 1993–99, 2002, 2008–14    |
| Sonia Fowler            | Natalie Cassidy                | 1993–2007, 2010–11, 2014– |
| Peter Beale             | Ben Hardy                      | 1993–2010, 2013–          |
| Peter Beale             | Thomas Law                     | 1993–2010, 2013–          |
| Peter Beale             | James Martin                   | 1993–2010, 2013–          |
| Peter Beale             | Joseph Shade                   | 1993–2010, 2013–          |
| Peter Beale             | Alex Stevens                   | 1993–2010, 2013–          |
| Peter Beale             | Francis Brittin-Snell          | 1993–2010, 2013–          |
| Billy Mitchell          | Perry Fenwick                  | 1998–                     |
| Cindy Williams          | Mimi Keene                     | 1998–99, 2007, 2013–      |
| Cindy Williams          | Eva Sayer                      | 1998–99, 2007, 2013–      |
| Cindy Williams          | Cydney Parker                  | 1998–99, 2007, 2013–      |
| Cindy Williams          | Ella Wortley                   | 1998–99, 2007, 2013–      |
| Liam Butcher            | James Forde                    | 1998–2000, 2002–04, 2008– |
| Liam Butcher            | Nathaniel Gleed                | 1998–2000, 2002–04, 2008– |
| Liam Butcher            | Gavin Vaughan Mitchell Vaughan | 1998–2000, 2002–04, 2008– |
| Liam Butcher            | Jack Godolphin Tom Godolphin   | 1998–2000, 2002–04, 2008– |
| Liam Butcher            | Sonny Bottomley                | 1998–2000, 2002–04, 2008– |
| Kat Slater              | Jessie Wallace                 | 2000–05, 2010–            |
| Mo Harris               | Laila Morse                    | 2000–                     |
| Patrick Trueman         | Rudolph Walker                 | 2001–                     |
| Alfie Moon              | Shane Richie                   | 2002–05, 2010–            |
| Jane Beale              | Laurie Brett                   | 2004–12, 2014–            |
| Stacey Slater           | Lacey Turner                   | 2004–10, 2014–            |
| Dean Wicks              | Matt Di Angelo                 | 2006–08, 2014–            |
| Denise Fox              | Diane Parish                   | 2006–                     |
| Max Branning            | Jake Wood                      | 2006–                     |
| Abi Branning            | Lorna Fitzgerald               | 2006–                     |
| Lauren Branning         | Jacqueline Jossa               | 2006–                     |
| Lauren Branning         | Madeline Duggan                | 2006–                     |
| Shirley Carter          | Linda Henry                    | 2006–                     |
| Jay Brown               | Jamie Borthwick                | 2006–                     |
| Shabnam Masood          | Rakhee Thakrar                 | 2007–08, 2014–            |
| Shabnam Masood          | Zahra Ahmadi                   | 2007–08, 2014–            |
| Roxy Mitchell           | Rita Simons                    | 2007–                     |
| Ronnie Mitchell         | Samantha Womack                | 2007–11, 2013–            |
| Rainie Cross            | Tanya Franks                   | 2007–08, 2010–11, 2014–   |
| Tamwar Masood           | Himesh Patel                   | 2007–                     |
| Masood Ahmed            | Nitin Ganatra                  | 2007–                     |
| Whitney Dean            | Shona McGarty                  | 2008–                     |
| Kim Fox                 | Tameka Empson                  | 2009–                     |
| Fatboy                  | Ricky Norwood                  | 2010–                     |
| Cora Cross              | Ann Mitchell                   | 2011–                     |
| Les Coker               | Roger Sloman                   | 2012, 2014–               |
| Dexter Hartman          | Khali Best                     | 2013–                     |
| Jake Stone              | Jamie Lomas                    | 2013–14                   |
| Terry Spraggan          | Terry Alderton                 | 2013−14                   |
| TJ Spraggan             | George Sargeant                | 2013–                     |
| Tina Carter             | Luisa Bradshaw-White           | 2013−                     |
| Linda Carter            | Kellie Bright                  | 2013−                     |
| Mick Carter             | Danny Dyer                     | 2013−                     |
| Johnny Carter           | Sam Strike                     | 2013−                     |
| Nancy Carter            | Maddy Hill                     | 2014−                     |
| Aleks Shirovs           | Kristian Kiehling              | 2014–                     |
| Stan Carter             | Timothy West                   | 2014−                     |
| Babe Smith              | Annette Badland                | 2014–                     |
| Fiona "Tosh" Mackintosh | Rebecca Scroggs                | 2014−                     |
| Charlie Cotton          | Declan Bennett                 | 2014−                     |
| Lee Carter              | Danny-Boy Hatchard             | 2014–                     |
| Donna Yates             | Lisa Hammond                   | 2014−                     |
| Pam Coker               | Lin Blakley                    | 2014−                     |
| Kush Kazemi             | Davood Ghadami                 | 2014–                     |
| Buster Briggs           | Karl Howman                    | 2014–                     |
| Vincent Hubbard         | Richard Blackwood              | 2015–                     |
| Claudette Hubbard       | Ellen Thomas                   | 2015–                     |
| Paul Coker              | Jonny Labey                    | 2015–                     |

### Personagens recorrentes
| Personagem              | Ator/Atriz              | Ano                              |
| ----------------------- | ----------------------- | -------------------------------- |
| Sal Martin              | Anna Karen              | 1996–98, 2001–04, 2007–11, 2013– |
| Rebecca Fowler          | Jasmine Armfield        | 2000, 2002, 2005–07, 2014–       |
| Rebecca Fowler          | Jade Sharif             | 2000, 2002, 2005–07, 2014–       |
| Bobby Beale             | Eliot Carrington        | 2003–                            |
| Bobby Beale             | Rory Stroud             | 2003–                            |
| Bobby Beale             | Alex Francis            | 2003–                            |
| Bobby Beale             | Kevin Curran            | 2003–                            |
| The Reverend Mr Stevens | Michael Keating         | 2005–13, 2015–                   |
| Ritchie Scott           | Sian Webber             | 2005–12, 2014–                   |
| Janet Mitchell          | Grace                   | 2006–12, 2014–                   |
| Oscar Branning          | Charlie e Neo Hall      | 2007–                            |
| Oscar Branning          | Gabriel Miller-Williams | 2007–                            |
| Derek Evans             | Simon Lowe              | 2007–10, 2015–                   |
| DI Samantha Keeble      | Alison Newman           | 2008, 2014–                      |
| Amy Mitchell            | Abigail-Louise Knowles  | 2008–                            |
| Amy Mitchell            | Amelie Conway           | 2008–                            |
| Amy Mitchell            | Kamil Lipka-Kozanka     | 2008–                            |
| Amy Mitchell            | Natalia Lipka-Kozanka   | 2008–                            |
| Bushra Abbasi           | Pooja Ghai              | 2009–11, 2014–                   |
| Imam Ali                | Emilio Doorgasingh      | 2009–11, 2015–                   |
| Fatima Inzamam          | Anu Hasan               | 2010, 2015–                      |
| Fatima Inzamam          | sem créditos            | 2010, 2015–                      |
| Kamil Masood            | Arian Chikhlia          | 2010–                            |
| Lily Branning           | Aine Garvey             | 2010, 2014–                      |
| Lily Branning           | sem créditos            | 2010, 2014–                      |
| Tommy Moon              | Ralphie White           | 2010–                            |
| Tommy Moon              | Shane                   | 2010–                            |
| Dennis Rickman Jr.      | Harry Hickles           | 2012–                            |
| Rosie Spraggan          | Jerzey Swingler         | 2013–                            |
| Lady Di (cão)           | Hot Lips                | 2013–                            |
| Bert Moon               | Freddie e Stanley Beale | 2014–                            |
| Ernie Moon              | Freddie e Stanley Beale | 2014–                            |
| Beth Williams           | sem créditos            | 2014–                            |
| Elaine Peacock          | Maria Friedman          | 2014–                            |
| Sylvie Carter           | Linda Marlowe           | 2014–                            |
| Matthew Mitchell-Cotton | sem créditos            | 2015–                            |
| Pearl Fox               | sem créditos            | 2015–                            |
| Ollie Carter            | sem créditos            | 2015–                            |
| Carmel Kazemi           | Bonnie Langford         | 2015–                            |
| Jonathan Malnet         | James Barriscale        | 2015–                            |
| Jade Green              | Amaya Edward            | 2015–                            |

### Personagens anteriores
| Personagem          | Ator/Atriz             | Ano                    |
| ------------------- | ---------------------- | ---------------------- |
| Carol Jackson       | Lindsey Coulson        | 1993–97, 1999, 2010–15 |
| Lola Pearce         | Danielle Harold        | 2011–15                |
| Lexi Pearce         | Dottie-Beau Contterill | 2012–15                |
| Tramp (cão)         | Duffie                 | 2013–15                |
| DC Emma Summerhayes | Anna Acton             | 2014–                  |

## Exibição
| País                       | Emissora          | Título      | Ano                 |
| -------------------------- | ----------------- | ----------- | ------------------- |
| Reino Unido                | BBC One           | EastEnders  | 1985-presente       |
| Reino Unido                | BBC One HD        | EastEnders  | 2010-presente       |
| Reino Unido                | BBC Two           | EastEnders  | ocasionalmente      |
| Reino Unido                | BBC Three         | EastEnders  | episódios repetidos |
| Vitoria-Gasteiz ( Espanha) | ETB 1             | EastEnders  |                     |
| Noruega                    | NRK               | Østkantfolk | 1987-1991           |
| Finlândia                  | MTV3              | EastEnders  | 2009-presente       |
| Finlândia                  | SubTV             | EastEnders  |                     |
| Finlândia                  | AVA               | EastEnders  |                     |
| Suécia                     | BBC Entertainment | EastEnders  |                     |
| Canadá                     | BBC Canada        | EastEnders  |                     |
| Canadá                     | Vision TV         | EastEnders  |                     |
| Estados Unidos             | BBC America       | EastEnders  |                     |
| Austrália                  | BBC UKTV          | EastEnders  |                     |
| Nova Zelândia              | BBC UKTV          | EastEnders  |                     |